# Ain Cheggag
Ain Cheggag  (in arabo عين الشكاك‎?) è un centro abitato e comune rurale del Marocco situato nella provincia di Sefrou, regione di Fès-Meknès. Conta una popolazione di 20 456 abitanti (censimento 2014).